# 安岐
安岐（1683年—1745年以后），字仪周，号麓村，别号松泉老人。清代著名书画鉴藏家，著有《墨緣匯觀》。

## 简介
祖先为朝鲜人，后入籍八旗，居天津。其父安尚義是康熙年间津门大盐商，家资丰盈。安岐酷爱历代书画作品，在津建“沽水草堂”，书斋名“古香书屋”，用以收藏历代名家的书法和绘画，在收藏界一时有“收藏之富，甲于海内”的美誉。乾隆七年（1742年）60岁时，他将积累数十年之书画札记汇成一帙，共六卷，名《墨缘汇观》。其藏品后多归入乾隆内府。主要鉴藏印有“仪周鉴赏”、“安岐之印”、“安氏仪周书画之章”、“安仪周家珍藏”、“朝鲜人”等。

## 知名藏品
- 《远宦帖》
- 《富春山居图》
- 《太白山图》

## 轶事
坊间传言安岐家族发家致富与纳兰明珠关系密切，或其祖先曾为明珠府上奴仆。